# Koniektura
Koniektura (łac. coniectura, domysł, hipoteza) - termin techniczny z zakresu krytyki tekstu. Oznacza wykoncypowaną współcześnie poprawkę do tekstu, który dotrwał czasów nowożytnych w postaci  manuskryptów papirusowych lub pergaminowych.
Przyczyną, dla której konieczne jest tworzenie koniektur, są nieuniknione błędy transmisji tekstu drogą ręcznego kopiowania pomiędzy czasami autora (na ogół starożytnością) a współczesnością. Wynika to z niedoskonałości człowieka jako kopisty - bezbłędne przepisanie ręczne dłuższego tekstu (o objętości od kilkunastu do kilkunastu tysięcy stron) przez kopistę jest praktycznie niemożliwe do wykonania, toteż zachowane do naszych czasów starożytne książki, powielane metodą tworzenia kopii kolejnych kopii, przeważnie roją się od wszelkiego rodzaju błędów. Aparat rozpoznawania i usuwania takich błędów, zwany krytyką tekstu, wypracowała filologia klasyczna.
Pomocą w rozpoznawaniu błędów jest fakt, że należą one przeważnie do kilku grup błędów typowych, które to grupy można uporządkować dodatkowo jako błędy oka (powstałe przy kopiowaniu z egzemplarza leżącego przed oczami kopisty) oraz jako błędy ucha (powstałe, gdy kopista zapisuje tekst dyktowany przez kogoś innego). Jednak pierwszym sygnałem obecności błędu jest na ogół stwierdzona logiczna niekonsekwencja danego tekstu.
Wykazanie błędu i zaproponowanie jego naprawy jest na ogół problemem niezwykle złożonym, wymagającym wszechstronnej wiedzy na temat tekstu, jego autora, języka, jakim się posługiwał, przyzwyczajeń literackich i kulturalnych epoki, a poza tym również zwyczajów i metodologii pracy starożytnych i średniowiecznych kopistów, znajomości stosowanych na przestrzeni wieków krojów pisma i charakterystycznych dla nich błędów itp.
Dodatkowym niebezpieczeństwem jest fakt, że tekst, jaki wyszedł spod pióra autora, nie musiał być spójny, tak więc nawet niekonsekwencja nie jest oczywistym sygnałem, że tekst został przekazany źle.